# Judici contra Marcel Vivet
El judici contra Marcel Vivet és un procés judicial convocat inicialment el 18 de desembre de 2020 i ajornat fins al 22 de febrer de 2021 contra l'activista polític i social Marcel Vivet. Vivet és acusat de desordres públics, atemptat contra l'autoritat i lesions durant la manifestació convocada per Arran i altres col·lectius el 29 de setembre de 2018 en resposta a l'homenatge organitzat per Jusapol el mateix dia a favor dels policies nacionals que havien actuat durant els fets de l'1 d'octubre de 2017.

## Context

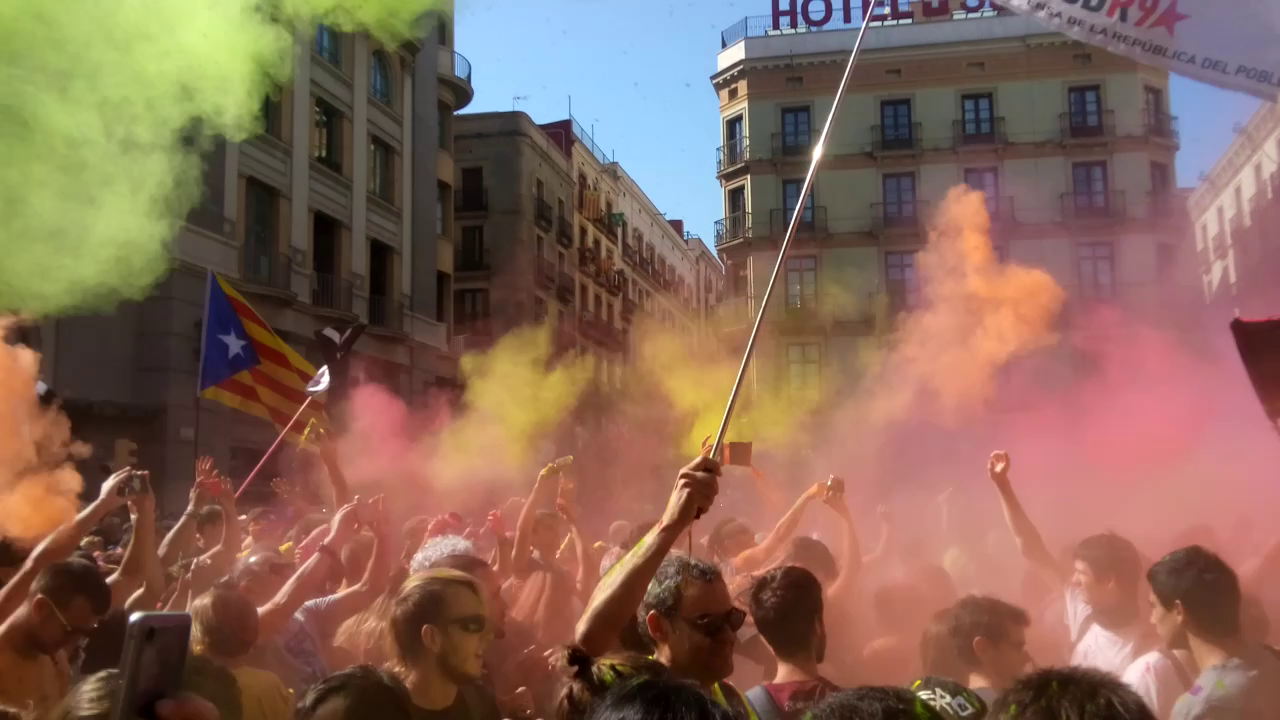
Protesta "Holi" a Via Laietana amb Plaça de l'Àngel

Marcel Vivet i Regalón (Badalona, 1994) és un activista polític i social, militant de l'organització juvenil La Forja i de Guanyem Badalona.
Vivet va ser un dels participants de la manifestació en format festa Holi que va convocar Arran i altres col·lectius a Barcelona el 29 de setembre de 2018, en resposta a l'homenatge organitzat pel sindicat policial Jusapol als policies que havien format part de l'operatiu policial contra el referèndum del 1r d'octubre. Durant la jornada, per evitar que les dues manifestacions es trobessin, es va formar un cordó policial per part del cos de Mossos d'Esquadra. L'acusació del cas afirma que Vivet formava part del grup de persones concentrades a Via Laietana davant del cordó policial de Mossos i que van llançar pintura contra els agents, i que Vivet va donar un cop amb un pal de fusta a un mosso, causant-li una contusió a l'avantbraç i al canell dret. Tanmateix, per la seva banda, Vivet afirma que els mossos van carregar sense previ avís i van actuar amb contundència i va acabar coix i amb un hematoma al braç, raó per la qual va decidir retirar-se de la manifestació i va marxar a la feina.

### Detenció
Els mossos no van detenir-lo fins cinc mesos després, el 19 de febrer de 2019; va passar una nit a comissaria i va sortir-ne en llibertat amb càrrecs, una acció que es va considerar desproporcionada per part de la defensa, més encara tenint en compte el temps que havia passat des de la manifestació, i que va provocar que es convoqués una manifestació de rebuig a Badalona, davant de la comissaria dels Mossos d'Esquadra.

## Acusació
Vivet està acusat de desordres públics, atemptat contra l'autoritat i lesions. La fiscalia demana 6 anys i mig de presó, 600 euros de multa i una indemnització de 1.560 euros per les lesions a l'agent dels mossos, mentre que la Generalitat de Catalunya, que actua com a acusació particular, demana 4 anys, 9 mesos i 1 dia de presó, 600 euros de multa i una indemnització de 1.549 euros.
Per la seva banda, Vivet i el seu advocat defensen la innocència i reclamen l'absolució. El desembre de 2020 la Generalitat va oferir un pacte a Vivet, per rebaixar l'acusació i evitar l'entrada a presó. Tanmateix, segons l'advocat defensor, Carles Hurtado d'Alerta Solidària, un cop dintre de la sala l'advocada de l'acusació va dir-los que les acusacions inicials es mantenien. Vivet i la defensa van denunciar que el pacte significava acceptar els delictes a canvi d'una pena de dos anys de presó, i creien que la Generalitat només volia una suspensió per evitar arribar a judici. Finalment, Vivet va rebutjar-ho adduint que no havia comés cap delicte i perquè podia assentar un precedent contra altres activistes, a més de criticar que no hi hagués la voluntat de rebaixar les acusacions.

## Judici
Inicialment previst el 18 de desembre de 2020, el dia en qüestió amb totes les parts dintre de la sala de l'Audiència Provincial de Barcelona, la Fiscalia, amb l'aval de la Generalitat de Catalunya, va demanar l'ajornament del judici fins al 22 de febrer per causa de malaltia de dos Mossos que n'eren testimonis. La petició va ser acceptada pel tribunal, però va ser vista per la defensa com una maniobra política del Govern de la Generalitat per evitar que el desenvolupament del judici, que podia criticar la seva actuació, afectés negativament els resultats de les eleccions del 14 de febrer de 2021. Abans de l'entrada de Vivet a la sala de l'Audiència, hi va haver una concentració de suport davant de l'edifici, amb presència d'amics i familiars, l'activista Tamara Carrasco, la presidenta de l'ANC Elisenda Paluzie i l'exalcaldessa de Badalona, Dolors Sabater.
Després d'acabar el període d'ajornament, finalment, el 22 de febrer de 2021 va iniciar-se el judici a l'Audiència de Barcelona. En el moment d'entrada al tribunal, hi hagué de nou una concentració en suport de Vivet i un acte polític, on es va denunciar la repressió i en van demanar l'absolució, amb presència de Dolors Sabater i Albert Botran (CUP), Elisenda Paluzie (ANC) i Xavier Antich (Òmnium).

## Condemna

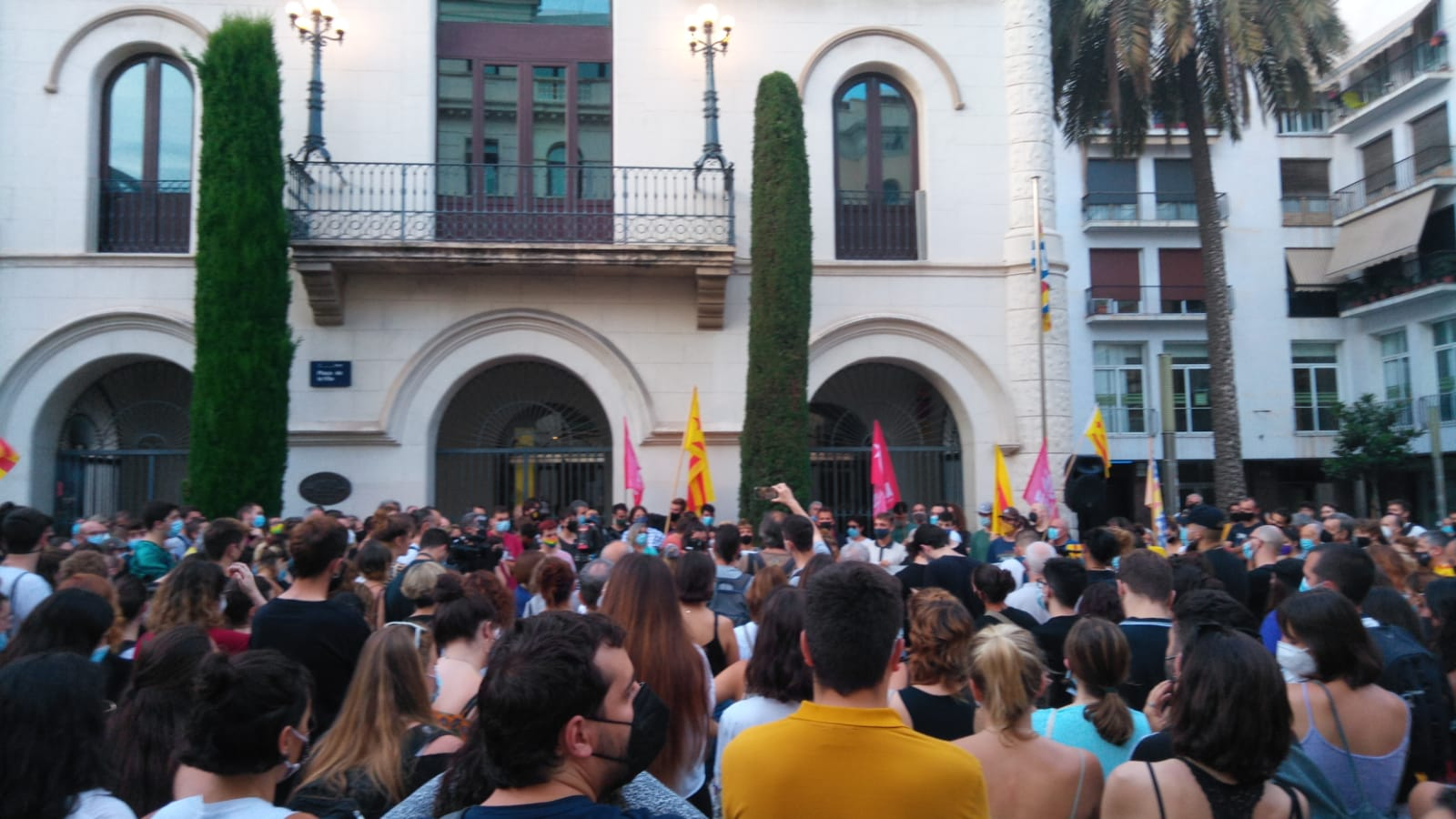
Concentració a Badalona en suport de Marcel Vivet el dia de la sentència.

El 16 de juny de 2021 va ser condemnat a cinc anys de presó pels delictes de desordres públics i atemptats contra l'autoritat i, alhora, per un delicte de lesions l'obliga a pagar una multa de 600 euros i una indemnització de 1.511 euros a la víctima, un agent dels Mossos d'Esquadra. Finalment, li imposa una inhabilitació especial per al dret de sufragi passiu.
El jutge a la sentència afirma que les accions de Vivet van provocar una greu alteració de la pau pública, considera la bandera que duia Vivet com un instrument perillós i que amb el pal de la bandera va arribar a colpejar, punxar i ferir a un agent dels Mossos, d'acord amb la declaració de la víctima, malgrat que no hi havia imatges de l'agressió. El mateix dia, diferents partits i entitats van mostrar el seu suport a Vivet i es va convocar una concentració a la plaça de la Vila de Badalona.

## Recursos
Vivet va titllar la sentència d'infame i va presentar un recurs d'apel·lació. La seva defensa va basar-lo en la duplicitat d'acusacions contra Adrià Catassús –acusat pels mateixos fets– i la politització de la sentència; argumenten que l'atestat policial criminalitza el festival holi i el considera un moviment de guerrilla urbana. Així mateix, la idea era considerar les proves descartades, que haurien pogut afavorir la defensa.
Per la seva banda, la Generalitat de Catalunya va presentar un recurs d'apel·lació de la sentència on redueix la demanda de presó de 4 anys i 9 mesos a 6 mesos. El govern va adduir un canvi de criteri en la petició de penes en aquesta mena de casos perquè siguin més proporcionals.
El Tribunal Superior de Justícia de Catalunya va estimar parcialment el recurs de Vivet, revocant la decisió de l'Audiència de Barcelona, rebaixant la pena a un any i mig de presó. Com que no tenia antecedents penals i ser una pena inferior als dos anys, Vivet no entraria a presó. El jutge va descartar la duplicitat d'acusacions, però va reduir la pena perquè va considerar que l'objecte d'agressió no era prou perillós i que fins i tot semblava fràgil, juntament amb el fet que el mosso només va ser agredit al canell, considerant-ho una lesió lleu. El tribunal va mantenir també la multa i la indemnització per al mosso que va patir l'agressió.
L'11 de novembre de 2024 els magistrats de l'Audiència de Barcelona consideraren que el cas de Marcel Vivet no s'adeia amb l'aplicació de la Llei orgànica d'amnistia aprovada aquell mateix any pel govern espanyol.